# Knockan Crag

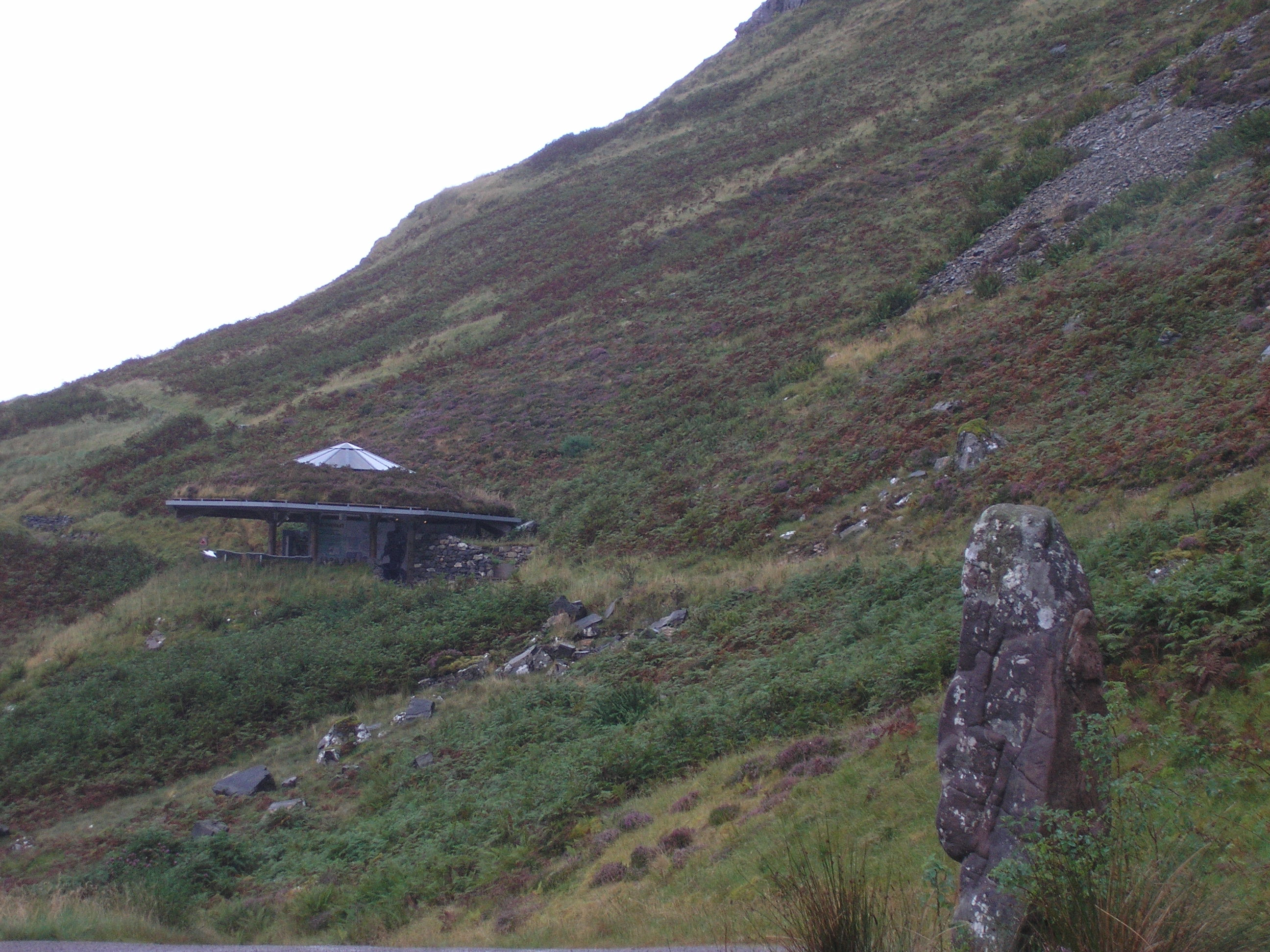
Centre de visitants de Knock Crag.

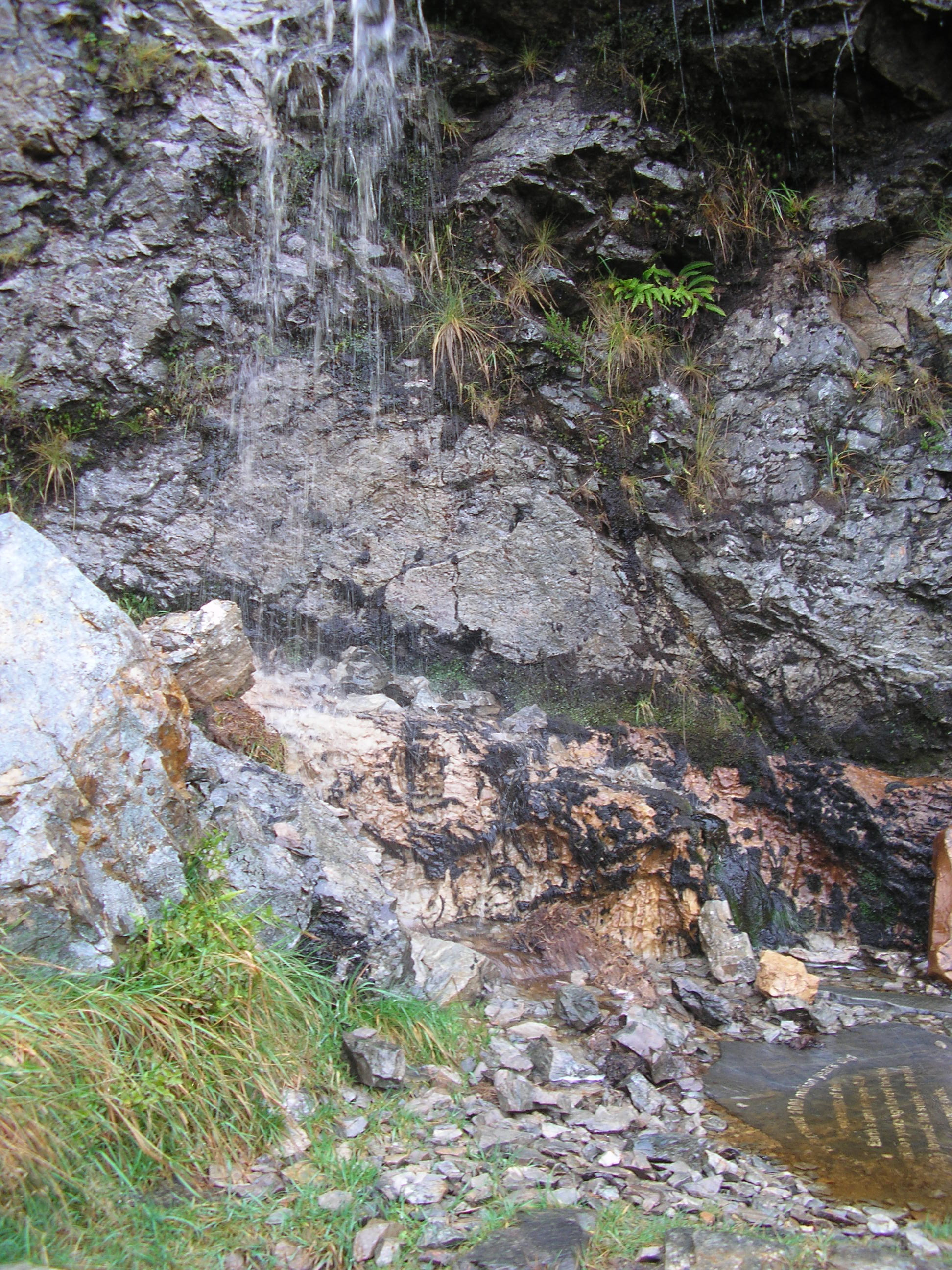
La falla de Moine Thrust a Knock Crag.

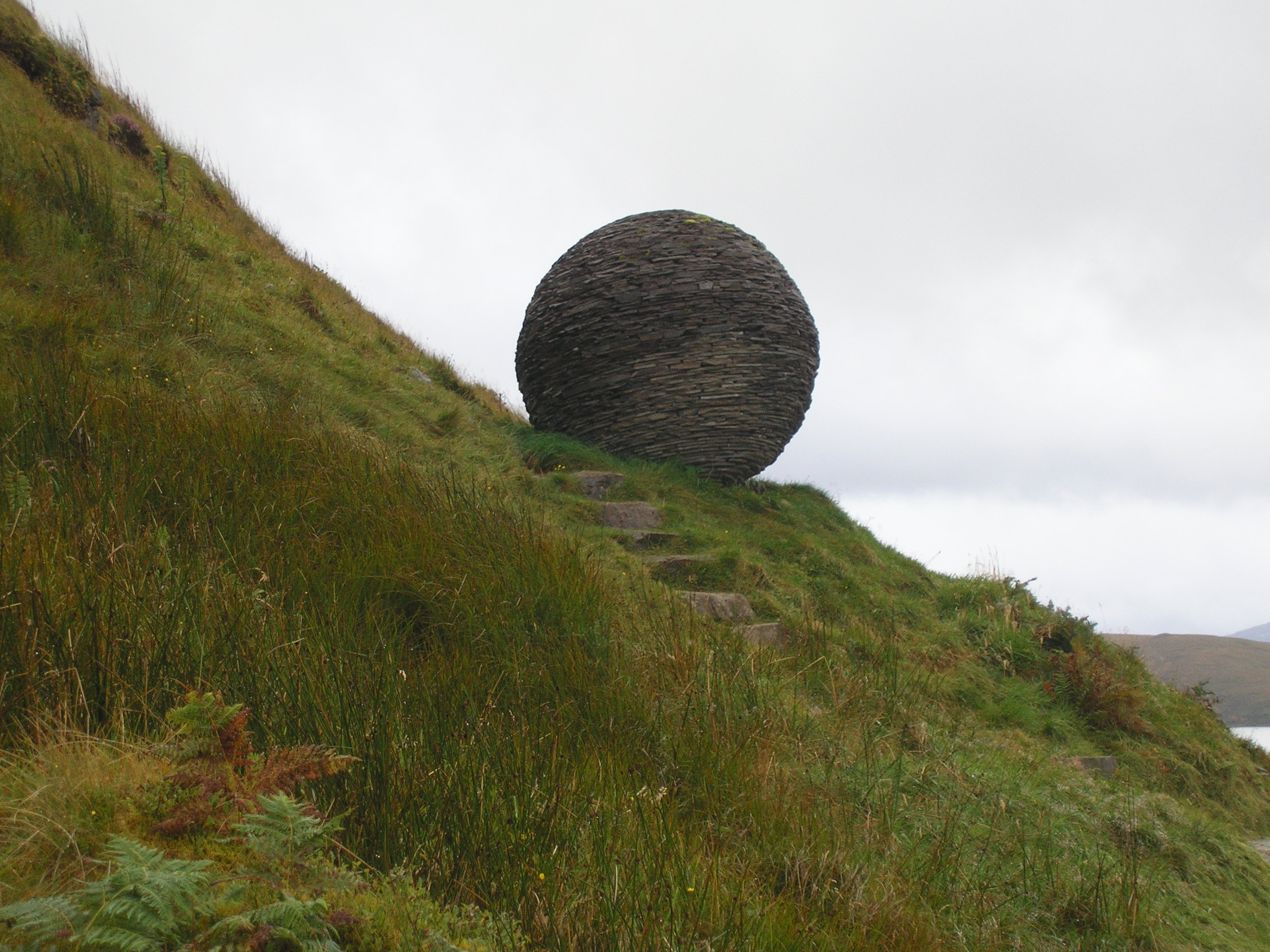
The Globe

 Knock Crag  és una sèrie de penya-segats a Assynt, Escòcia (Regne Unit) a 21 quilòmetres al nord de Ullapool. El nom és una anglicització de l'expressió gaèlica  Creagan a 'Chnocain  que significa "penyal del petit turó".
El Moine Thrust va a través del penyal i hi ha un petit centre de visitants que ofereix interpretació i obres d'art que expliquen el rerefons de la "controvèrsia de les Terres Altes" en relació amb la geologia de la zona.

## Significat geològic
Durant el segle xix destacats geòlegs van tenir un prolongat i amarg debat sobre la línia de fractura. La discussió es va produir principalment entre Roderick Murchison i Archibald Geikie per una banda i James Nicol i Charles Lapworth per un altre. Va ser finalment resolt per obra de Ben Peach i John Horne, i el seu text de 1907 sobre el tema ha esdevingut un clàssic.
El principal conflicte era que els esquists de Moine a la part alta del penyal semblaven més antics que les roques cambriana i Ordovicià com la calcària de Durness a la part inferior. Murchison i Geikie creien que la seqüència estava equivocada i que els esquistos de Moine havien de ser roques més joves. L'enigma va ser explicat per l'acció d'una falla inversa - sent aquesta la primera a descobrir-se en tot el món. Les roques més antigues havien estat mogudes al voltant de 70 quilòmetres a l'est sobre la part alta de roques més joves a causa de l'acció tectònica.
Un monument a l'obra de Peach i Horne es va erigir per la comunitat geològica internacional en Inchnadamph unes milles al nord.

## Centre de visitants
La Parc Natural nacional de Knock Crag és part del geoparc de les Terres Altes nord-occidentals, inaugurat el 2004 i part de la xarxa internacional de geoparcs.
Hi ha un centre d'interpretació per als visitants i diversos senders al llarg del penyal explicant els trets i incloent obres d'art com  The Globe , obra de Joe Smith.

## Fauna
Hi ha una població de bitxacs vivint a prop del centre de visitants i corbs a la zona.